# Marc Guiu
Marc Guiu Paz, född 4 januari 2006 i Granollers i Barcelona i Katalonien, är en spansk professionell fotbollsspelare som spelar som anfallare för Sunderland, på lån från Chelsea.

## Klubblagskarriär

### Barcelona
Guiu började sin karriär med Penya Barcelonista Sant Celoni, en fanklubb till La Liga-laget Barcelona. Han gick vidare till Barcelona säsongen 2013–14 och tog sig genom La Masia och kallades upp till seniortruppen för första gången i juni 2023, inför försäsongsmatcherna mot Celta de Vigo och Vissel Kobe. Guiu gjorde sin inofficiella debut för Barcelona i den senare matchen efter att ha ersatt Robert Lewandowski i halvtid.
Den 11 oktober 2023 kallades han återigen upp till seniorlaget för en La Liga-match mot Granada, även om han i slutändan inte medverkade i matchen. Samma månad utsågs han av den engelska tidningen The Guardian till en av de bästa spelarna födda 2006 i världen. Den 22 oktober 2023 gjorde Guiu mål i sin tävlingsdebut för Barcelonas seniorlag i en 1–0-seger över Athletic Bilbao. Spanjoren kom in som avbytare i den 79:e minuten och gjorde mål efter bara 23 sekunder på planen.

### Chelsea
Den 1 juli 2024 värvades Guiu av Chelsea, där han skrev på ett femårskontrakt med option på ytterligare ett år.

## Landslagskarriär
Guiu har representerat Spanien på ungdomsnivå.

## Spelstil
Barcelonas ungdomstränare Iván Carrasco har beskrivit Guiu som en "klassisk nia" som besitter en imponerande fysik och är effektiv i straffområdet.